# Dera Bassi
Dera Bassi é uma cidade  no distrito de Patiala, no estado indiano de Punjab.

## Demografia
Segundo o censo de 2001, Dera Bassi tinha uma população de 15,690 habitantes. Os indivíduos do sexo masculino constituem 54% da população e os do sexo feminino 46%. Dera Bassi tem uma taxa de literacia de 76%, superior à média nacional de 59.5%: a literacia no sexo masculino é de 80% e no sexo feminino é de 72%. Em Dera Bassi, 13% da população está abaixo dos 6 anos de idade.